# Bingourou Kamara
Bingourou Kamara (* 21. Oktober 1996 in Longjumeau) ist ein senegalesisch-französischer Fußballtorwart, der aktuell beim FC Lorient unter Vertrag steht.

## Karriere

### Verein
Kamara begann seine fußballerische Ausbildung 2002 bei Saint-Geneviève Sports. Nach sechs Jahren, im Jahr 2008 wechselte er zu Brétigny Foot, wo er vier Jahre spielte, ehe er zum FC Tours in die Jugend wechselte. Im Sommer 2014 kam er zweimal für die viertklassige Zweitmannschaft zum Einsatz und gewann mit der U19-Mannschaft die französische Meisterschaft. Ende Oktober 2014 (13. Spieltag) debütierte er gegen Stade Laval bei einer 1:2-Niederlage in der Ligue 2 für die Profis. Bis zum Saisonende der Spielzeit 2014/15 bestritt er jede einzelne der 26 übrigen Ligapartien. Auch in der Saison 2015/16 war er dort Stammspieler und stand in 30 Ligaspielen im Tor. Die Saison 2016/17 beendete er mit nur noch 25 Zweitligaeinsätzen nach anfänglichen Schwierigkeiten.
Im Sommer 2017 wechselte Kamara in die Ligue 1 zu Racing Straßburg. Direkt am ersten Spieltag stand er bei einer 0:4-Niederlage gegen Olympique Lyon das erste Mal in der höchsten französischen Spielklasse auf dem Feld. Bis Dezember 2017 spielte er jedes Spiel, kam 2017/18 insgesamt jedoch nur in 19 Ligapartien zum Einsatz. In der Saison 2018/19 spielte er kein Ligaspiel, war jedoch Stammspieler in der Coupe de la Ligue, die er mit dem Verein auch gewann. 2019/20 spielte er erneut keine Partie in der Ligue 1, stand jedoch unter anderem einmal in der Europa-League-Qualifikation auf dem Feld. In der Spielzeit 2020/21 kam er dann wieder achtmal in der Ligue 1 zum Zug, wurde jedoch schnell wieder durch Eiji Kawashima ersetzt. Nachdem er auch 2021/22 nicht Stammtorhüter war, wurde er in der Winterpause an den belgischen Erstligisten Sporting Charleroi verliehen. Auch dort wurde er nach neun Einsätzen degradiert und war nur noch zweite Wahl in Belgien.
Nach seiner Rückkehr wechselte er zu einem Ligakonkurrenten, dem HSC Montpellier. Dort verblieb der Spieler nur ein Jahr, bevor er sich im Sommer 2023 dem FC Pau anschloss. Dort verbrachte der Torhüter die folgenden zwei Jahre, absolvierte 65 Pflichtspiele und wechselte weiter zum FC Lorient in die Ligue 1.

### Nationalmannschaft
Von 2015 bis 2017 spielte Kamara zunächst für französische Juniorennationalmannschaften. Am 9. Oktober 2020 debütierte er dann in einem Freundschaftsspiel gegen Marokko für die senegalesische A-Nationalmannschaft. Nach langer Pause nach zwei Länderspielen stand er erst wieder im März 2022 im Kader der A-Nationalmannschaft.

## Erfolge
FC Tours U19
- Französischer U19-Meister: 2014

Racing Straßburg
- Französischer Ligapokalsieger: 2019